# Pico do Rachado
O Pico do Rachado é uma montanha situada na Serra da Mantiqueira, no município de Pouso Alto, Minas Gerais, Brasil. Com uma altitude de 2034 metros, o pico está situado dentro dos limites do Parque Estadual da Serra do Papagaio e da Área de Proteção Ambiental da Serra da Mantiqueira.
Durante a temporada de inverno é comum temperaturas abaixo de zero graus e também a ocorrência de geadas. 

## Conservação

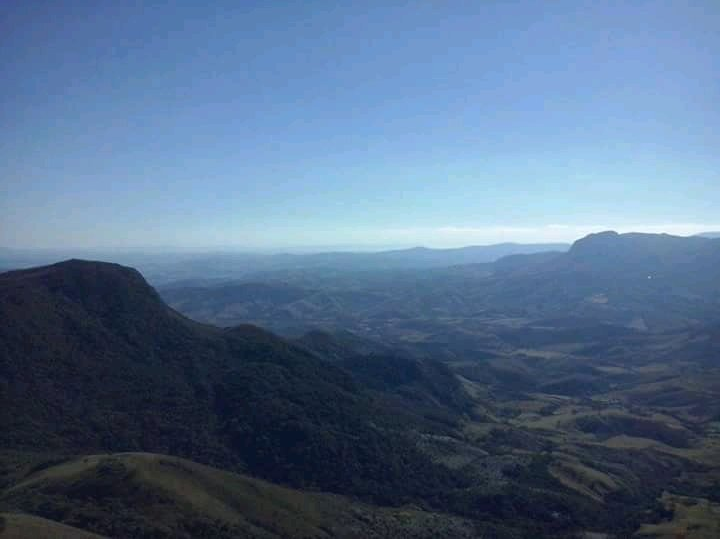
Ponto mais alto do Pico do Rachado, em Pouso Alto.

Além de sua beleza natural, o Pico do Rachado desempenha um papel importante na preservação da biodiversidade. Ele está localizado dentro dos limites do Parque Estadual da Serra do Papagaio, uma unidade de conservação criada em 1998 com o objetivo de proteger os ecossistemas locais e garantir a sustentabilidade da flora e fauna da região. O parque se estende até o Parque Nacional do Itatiaia e abriga uma rica variedade de espécies de plantas e animais: como a Onça Parda e o Veado Catingueiro; além de animais que são endêmicos da Serra da Mantiqueira. O ponto também está incluso no roteiro turístico das Terras Altas da Mantiqueira.
Para garantir a preservação desse ambiente natural único, é importante que os visitantes respeitem as regras e regulamentos do Parque Estadual da Serra do Papagaio ao explorar o Pico do Rachado. É essencial evitar qualquer dano à vegetação, não deixar resíduos e seguir as trilhas designadas para minimizar o impacto humano na área.